# Agustín Nze Nfumu
Agustín Nze Nfumu (Añisoc, 18 de mayo de 1949) es un político y diplomático ecuatoguineano.

## Biografía
Estudió Relaciones Internacionales y Diplomacia en la Universidad de El Cairo en Egipto, además de  Traducción e Interpretación. Además de su lengua materna, el fang, domina el español, el francés y el inglés.
Regresó a Guinea Ecuatorial en 1970 (cuando el país ya se encontraba bajo la dictadura de Francisco Macías) y trabajó como encargado del servicio de interpretación en el Ministerio de Asuntos Exteriores. A partir de 1974 se desempeñó como Jefe de Protocolo en este ministerio. En noviembre de 1976 cayó en desgracia y fue encarcelado en la Prisión Playa Negra, siendo liberado en enero de 1977. Pese a su corta estancia en la prisión, fue testigo de los maltratos y asesinatos masivos perpetrados en la misma contra los presos involucrados en el intento de golpe de Estado de noviembre de 1976. En febrero de 1979 se exilia en Camerún.
Regresó al país tras el golpe de Estado de Teodoro Obiang en agosto de 1979. En 1980 asumió como Director Técnico de Protocolo y al año siguiente como asesor presidencial en esta materia. En 1992 asumió como Viceministro de Asuntos Exteriores responsable de la Francofonía y en 1993 como Ministro de Cultura, Turismo y Francofonía. En 1996 asumió como Secretario General del Partido Democrático de Guinea Ecuatorial (PDGE), hasta 2003. Ese mismo año fundó la revista La Gaceta de Guinea Ecuatorial.
Posteriormente se desempeñó como ministro de Información, Turismo y Cultura, embajador de Guinea Ecuatorial en el Reino Unido (desde 2005), Ministro de Información, Prensa y Radio y consejero especial en la oficina del Fondo Europeo de Desarrollo (FED) en Yaundé.
Desde 2009 es miembro de la RAE como académico correspondiente extranjero en Guinea Ecuatorial.  Integró el grupo de Académicos procedentes de Guinea Ecuatorial (Julián Bibang Oyee; Trinidad Morgades Besari; Federico Edjoo Ovono, embajador ecuatoguineano en Francia; Agustín Nze Nfumu, embajador ecuatoguineano en el Reino Unido, y el artista Leandro Mbomio Nsue ) promotores de la futura Academia Ecuatoguineana de la Lengua Española.
También fue representante de su país en el Consejo Permanente de la Francofonía. Fue candidato a la Secretaría General de la Francofonía.
En el plano legislativo, ejerció desde 2004 como diputado de la Cámara de los Representantes del Pueblo. En las Elecciones legislativas de Guinea Ecuatorial de 2013 fue elegido miembro del Senado, siendo portavoz del grupo parlamentario del PDGE en esta cámara.
Desde 2015 es presidente de la Academia Ecuatoguineana de la Lengua Española.
En 2017 fue nombrado por el presidente Obiang como Vicepresidente y Portavoz de la Junta Ejecutiva Nacional del PDGE.
Fue reelegido como senador en las elecciones legislativas de Guinea Ecuatorial de 2017, siendo esta vez vicepresidente de la cámara.

## Condecoraciones[1]
- Gran Cruz de la Orden de la Independencia
- Comandante de la Orden de la Independencia de Guinea Ecuatorial
- Comandante de la Orden del Mérito de la República Centroafricana

## Publicaciones[2]
- Macías, verdugo o victima (2004)
- Eyom Ndong de la tribu Mikavung (2011)
- Comunidad internacional, la gran mentira: caso Guinea Ecuatorial (2015)